# Rio Celnicu Mic
O Rio Celnicu Mic é um rio da Romênia, afluente do Gârlişte, localizado no distrito de Caraş-Severin.